# Törpe termet
A törpe termet olyan állapot, mely során egy személy vagy állat esetében a lassú növekedés alacsony/kis testmagasságot idéz elő. Emberek esetében a 147 centiméter alatti felnőtt személyeket nevezhetik törpe termetűnek. Több mint 300 féle betegség okozhatja ezt az állapotot. Magyarul a kisember, vagy a liliputi megnevezés is használatos a törpe termetű emberekre.
A törpe termet kezelésére nincs egységes gyógymód, egyes esetekben, például csontképződéssel kapcsolatos betegségeknél operációval lehet segíteni, míg egyes hormonális betegségek esetében gyógyszeres kezelést alkalmazhatnak. Az ilyen terápiának a gyermek növekedési lemezeinek összenövése előtt kell megtörténnie. A törpe termetű emberek kénytelenek alkalmazkodni a környezetükhöz, például speciálisan a termetükre szabott bútorokat kénytelenek készíttetni.

## Híres törpe termetűek
- Lucía Zárate (1864–1890)

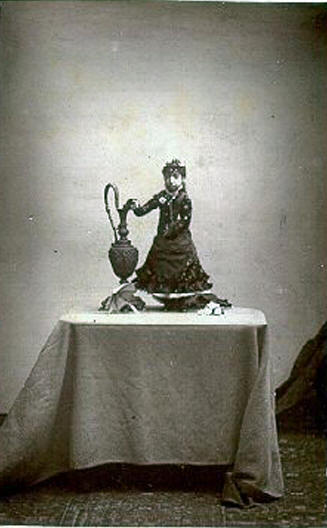
Lucía Zárate

- Hirsch Zoltán (1885–1944?) magyar artista, „Zoli bohóc”
- Angelo Rossitto (1908–1991) amerikai színész
- Billy Barty (1924–2000) amerikai színész
- Kenny Baker (1934–2016) angol színész
- Michael Dunn (1934–1973) amerikai színész, énekes
- Felix Silla  (1937–2021) olasz színész
- Mészáros „Michu” Mihály (1939–2016) magyar származású amerikai akrobata, kaszkadőr és színész
- Hervé Jean-Pierre Villechaize (1943–1993) francia színész, festőművész
- Tony Cox (1958–) amerikai színész
- Phil Fondacaro (1958–) amerikai színész és kaszkadőr
- Tóth István (Pityu) (1963–2011) bohóc, zsonglőr, bűvész, egyensúlyozó művész, késdobáló, a Magyarország legkisebb embere volt
- Danny Woodburn (1964–) amerikai színész, komikus
- David J. Steinberg (1965–2010) amerikai színész
- Nelson de la Rosa (Mahow) (1967/1968–2006) dominikai színész
- Peter Dinklage (1969–) amerikai színész, producer
- Martin Klebba (1969–) amerikai színész
- Verne Troyer (1969–2018) amerikai színész
- Warwick Davis (1970–) angol színész
- Mark Povinelli (1971–) amerikai színész
- Köleséri Sándor (1972–) magyar színész
- Jordan Prentice (1973–) kanadai színész
- Malcom Dixon (?–2020) brit színész
- Haszbulla Magomedovics Magomedov (2002–) orosz közszereplő[5]

## Fordítás
Ez a szócikk részben vagy egészben  a   Dwarfism című angol Wikipédia-szócikk fordításán alapul.  Az eredeti cikk szerkesztőit annak laptörténete sorolja fel. Ez a jelzés csupán a megfogalmazás eredetét és a szerzői jogokat jelzi, nem szolgál a cikkben szereplő információk forrásmegjelöléseként.